# Veicolo elettrico

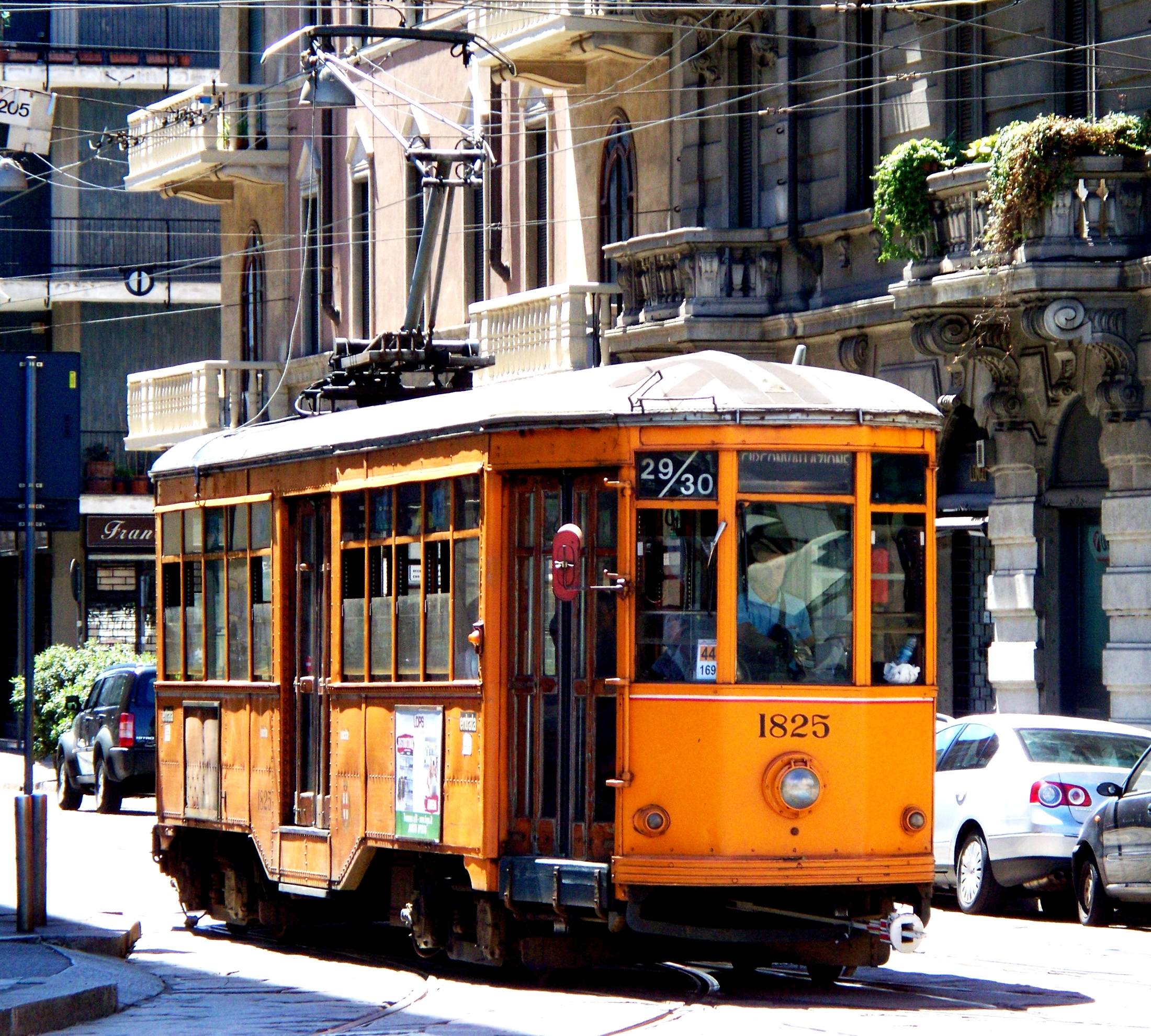
Un tram elettrico a Milano (2010)

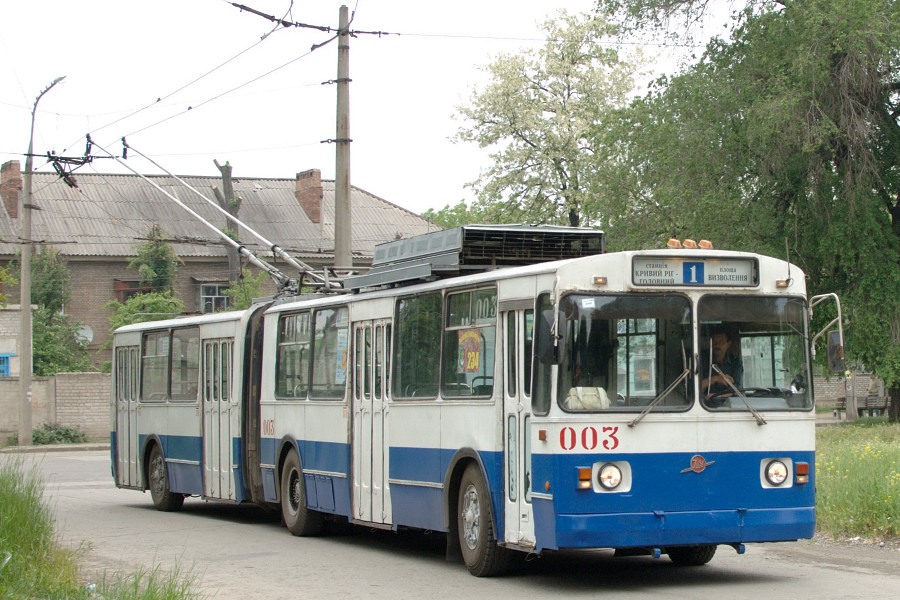
Un bus elettrico a Kryvyj Rih (2009)

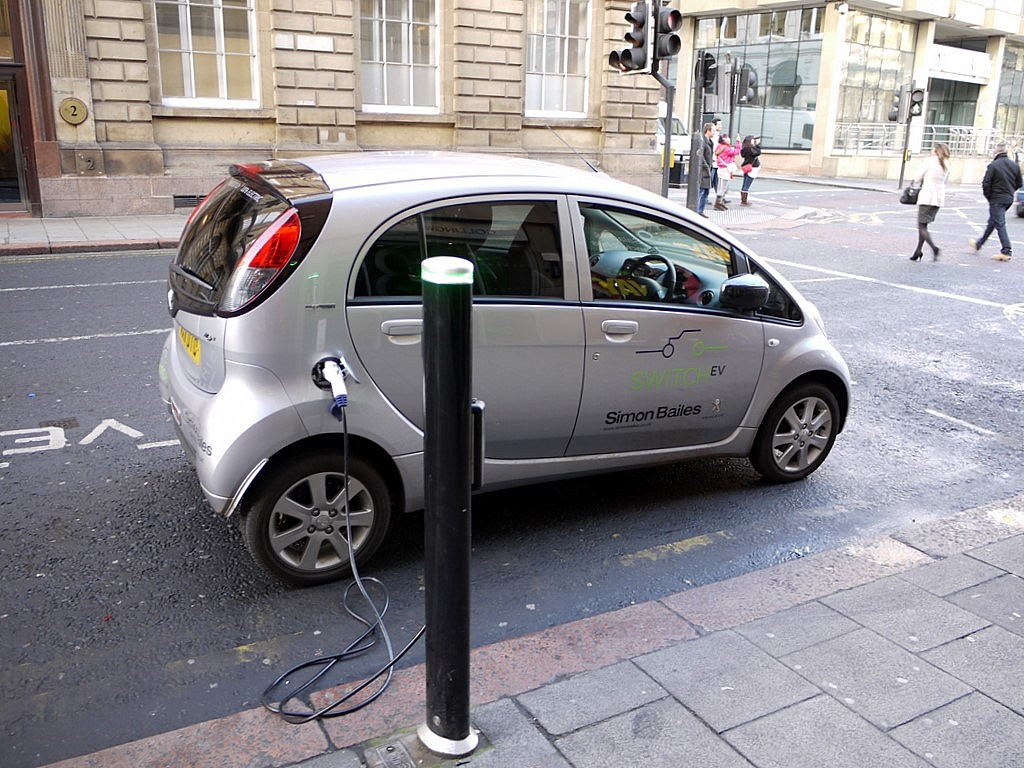
Un'auto elettrica a Newcastle, durante l'operazione di ricarica (2011)

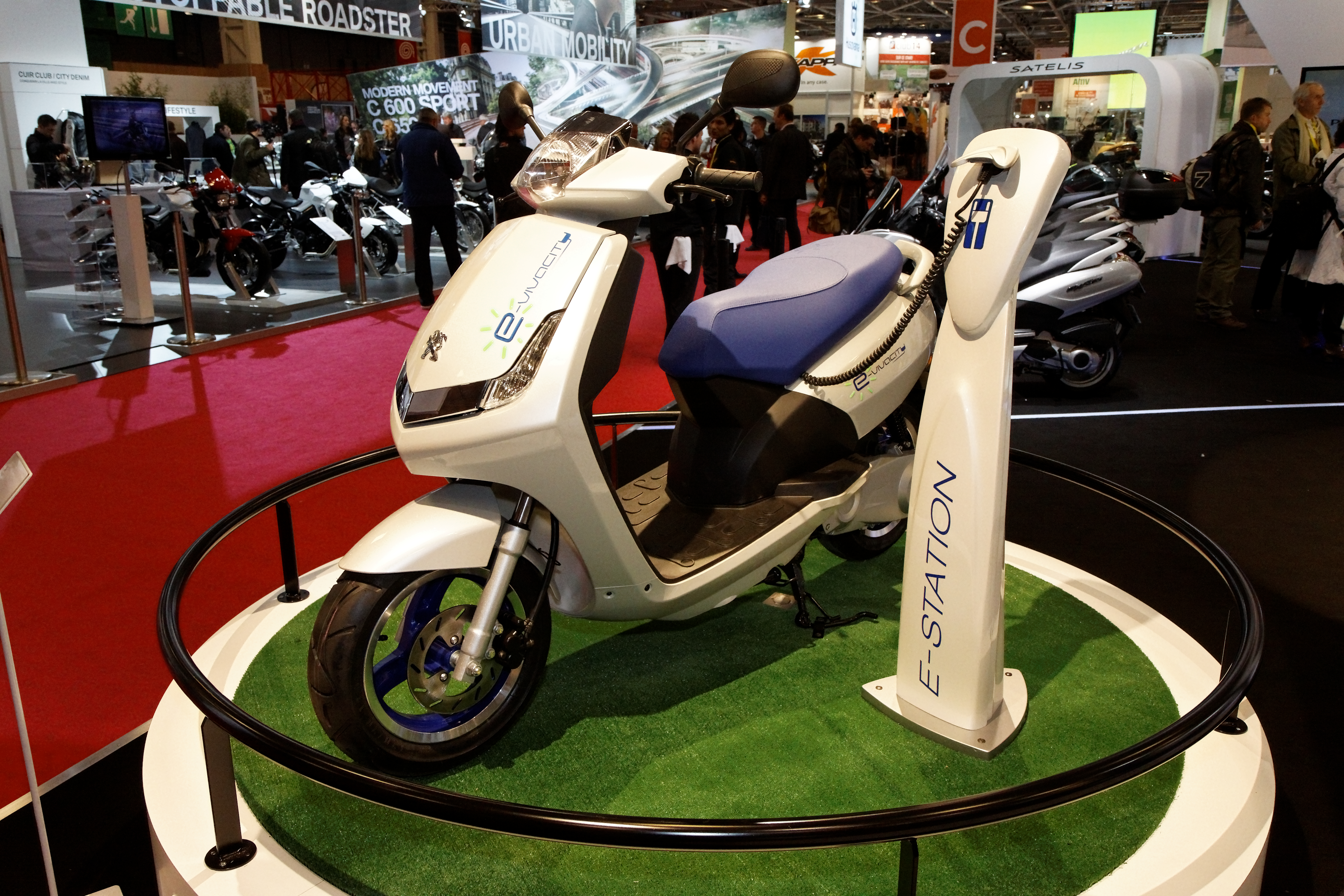
Uno scooter elettrico (2011)

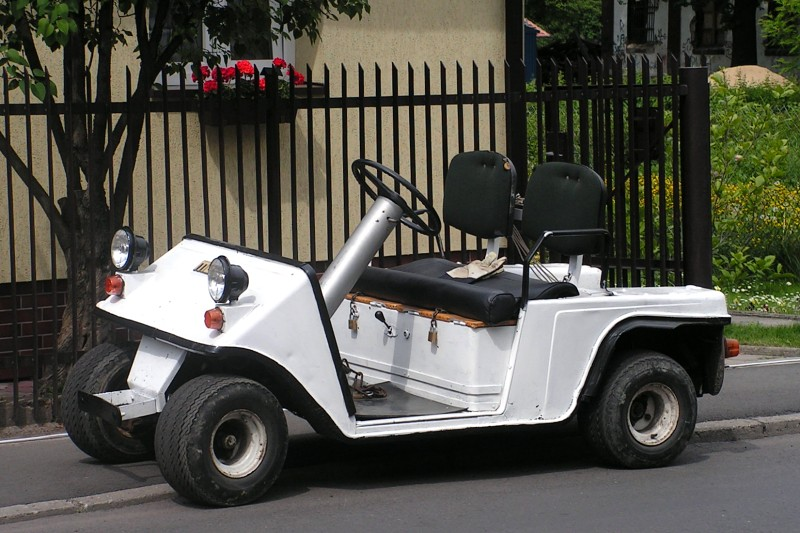
Una golf cart elettrica (2006)

Per veicolo elettrico si intende un mezzo di trasporto che utilizza per il suo funzionamento un sistema a propulsione elettrica che è generalmente alimentato con batterie ricaricabili, oppure può essere collegato tramite asta di captazione o pantografo ad un sistema di alimentazione tramite reti aeree a filari sospesi, binari o fasce di alimentazione conduttrici per contatti striscianti laterali, in altri casi usufruiscono sia di batterie che di contatti elettrici striscianti, più raramente si utilizzano motogeneratori o cella a combustibile a idrogeno come nel caso del Komatsu 930E. I veicoli elettrici possono essere variabilmente e a seconda delle necessità o caratteristiche di progettazione a 1, a 2, a 3, a 4 o a più ruote.
I veicoli più comuni di grande e consolidata diffusione sono i filobus, gli elettrotreni, i treni con automotrice elettrica delle reti ferroviarie e delle metropolitane, ma esistono ormai da tempo e vengono prodotti in serie tutte le tipologie di trasporto quindi le auto, le moto, gli autobus e le biciclette, furgoncini etc., oltre ad innumerevoli e vari sistemi di trasporto diversificati quali i mezzi per i campi da golf, denominati golf cart o alcuni mezzi d'opera come il carrello elevatore, e che sono ormai utilizzati in numerosi contesti dove sia necessario non emettere gas ed agenti inquinanti come all'interno delle stazioni ferroviarie e degli aeroporti, centri commerciali, centri storici ecc. Fanno parte della categoria dei veicoli elettrici anche i mezzi utilizzati dai portatori di handicap quali le carrozzine e gli scooter personalizzati. Esistono inoltre le moderne elettrocarrozze progettate per essere trainate dai cavalli, che sopperiscono alla fatica dei cavalli in salita, e che sono in grado di essere spostate lungo i percorsi autonomamente.

## Accesso nelle zone a traffico limitato
La questione relativa all'accesso dei veicoli elettrici all'interno delle ZTL risulta normata dall'art. 19 del Decreto legislativo 16 dicembre 2016, n. 257. In particolare, esso prevede che:
L'articolo in questione è cogente per gli enti territoriali, i quali, con propri provvedimenti, devono escludere i veicoli elettrici,  a idrogeno, ibridi e così via dai blocchi anche temporanei alla circolazione. È in ogni caso necessario un provvedimento dell'ente territoriale in questione.
Una norma più recente è fornita dall'articolo 1 comma 103 della Legge di bilancio 2019, la quale obbliga i comuni, in fase di delimitazione delle aree pedonali e delle ZTL, a consentire ai veicoli elettrici e ibridi l'ingresso libero.

## Riferimenti normativi
- Veicoli elettrici, infrastrutture di ricarica e piani urbani di mobilità:
  - Legge 24 novembre 2000, n. 340 (art. 22).
  - Decreto-Legge 22 giugno 2012, n. 83 (artt. 17 bis - 17 terdecies);
  - Decreto-legge 4 giugno 2013, n. 63 (art. 16-ter).
  - Decreto legislativo 16 dicembre 2016, n. 257 (attuazione della direttiva 2014/94/UE);
  - art. 1, comma 103 della Legge di bilancio 2019;

## Incentivi
In alcuni casi, gli appalti pubblici vengono utilizzati per incoraggiare i produttori nazionali di veicoli elettrici. Molti paesi hanno annunciato di avere intenzione di vietare la vendita di veicoli a combustibili fossili tra il 2025 e il 2040.
Molti governi offrono incentivi per promuovere l'uso dei veicoli elettrici, con l'obiettivo di ridurre l'inquinamento atmosferico e il consumo di petrolio. Alcuni incentivi intendono aumentare gli acquisti di veicoli elettrici compensando il prezzo di acquisto con una sovvenzione.
Molte aziende che vendono veicoli elettrici hanno stretto una partnership con i servizi elettrici locali al fine di fornire ulteriori incentivi.